# Рушуз, Жак-Виктор-Морис
Жак-Викто́р-Мори́с Рушу́з (фр. Jacques-Victor-Marius Rouchouse MEP, 6 июня 1870 года, Сент-Этьен, Франция — 20 декабря 1948 года, Чэнду, Китай) — католический прелат, первый епископ Чэнду с 11 апреля 1946 года по 20 декабря 1948 год, миссионер, член миссионерской организации «Парижское общество заграничных миссий».

## Биография
В 1890 году вступил в миссионерскую организацию «Парижское общество заграничных миссий». 30 июня 1895 года был рукоположён в священника, после чего отправился на миссию в Китай.
28 января 1916 года Римский папа Бенедикт XV назначил Жака-Виктора-Мориса Рушуза апостольским викарием Северо-Западного Сычуаня и титулярным епископом Эгеи. 1 октября 1916 года состоялось рукоположение Жака-Виктора-Мориса Рушуза в епископа, которое совершил генеральный супериор Парижского общества заграничных миссий титулярный архиепископ Марцианополиса Жан-Батист-Мари Буде-де-Гебриа в сослужении с апостольским викарием Восточного Сычуаня и титулярный епископ Даузары Селестеном-Феликсом-Жозе Шувайоном.
4 апреля 1946 года Римский папа Пий XII преобразовал апостольский викариат Чэнду в епархию Чэнду и Жак-Виктор-Морис Heiep стал её первым епископом.
Скончался 20 декабря 1948 года в Чэнду.